# Deep Web (filme)
Deep Web é um documentário de 2015 dirigido por Alex Winter, narrando acontecimentos sobre a Rota da Seda, sobre o bitcoin e sobre a política da internet obscura. Estreou-se no festival de cinema South by Southwest em 2015.